# Rhododendron yaogangxianense
Rhododendron yaogangxianense là một loài thực vật có hoa trong họ Thạch nam. Loài này được Qi-xian Liu miêu tả khoa học đầu tiên năm 1988.